# Sportjahr 1875
Liste der Sportjahre

◄◄ | ◄ | 1871 | 1872 | 1873 | 1874 | Sportjahr 1875 | 1876 | 1877 | 1878 | 1879 | ► | ►►

Weitere Ereignisse

## Ereignisse

### Veranstaltungen
- 3. März: Im kanadischen Montreal organisiert James Creighton, ein Student der McGill University, das erste Eishockeyspiel in einer Halle. In einem Zeitungsbericht über das Spiel, das im Victoria Skating Rink ausgetragen wird, wird auch erstmals ein hölzerner Puck erwähnt.
- 20. März: Oxford gewinnt in 22′02″ zum ersten Mal seit 1869 wieder das Boat Race gegen Cambridge.
- 17. Mai: In Louisville, Kentucky, wird das erste Pferderennen des Kentucky Derbys ausgetragen. Sieger wird Aristides in 2:37 min.

Matthew Webb; Zeichnung aus Vanity Fair

- 25. August: Matthew Webb durchschwimmt von Dover aus in 21 Stunden 45 Minuten als erster Mensch ohne technische Hilfen den Ärmelkanal und erreicht Calais.
- 13. November: The Game, das American-Football-Spiel zwischen Harvard Crimson und den Yale Bulldogs wird erstmals ausgetragen. Harvard Crimson siegt mit 4:0.
- Die Boston Red Stockings gewinnen zum vierten Mal in Folge die Meisterschaft der National Association. Diese Dominanz ist mit ein Grund für die Auflösung der ersten professionellen Baseball-Liga im gleichen Jahr.
- In England veröffentlicht James Gibb die ersten Tischtennis-Regeln.
- Willie Park Sr. gewinnt noch einmal The Open Championship im Golf.

### Vereinsgründungen
- August: In Edinburgh wird von Mitgliedern der katholischen Saint Patrick’s Church der Hibernians Football Club, der erste größere Verein in Schottland für die Mitglieder der irisch-katholischen Bevölkerung, gegründet.
- 8. Oktober: Konrad Koch veröffentlicht den ersten deutschen Fußball-Regelsatz und gründet im gleichen Jahr am Martino-Katharineum den ersten Fußballverein.
- 5. November: Der englische Fußballverein Blackburn Rovers wird gegründet und absolviert am 18. Dezember sein erstes Spiel, das mit 1:1 endet.
- November: Der Fußballverein Blackburn Rovers wird gegründet. Am 18. Dezember absolviert er in Church, Lancashire, sein erstes Spiel, das mit 1:1 endet.
- Mitglieder des Cricketvereins Holy Trinity Cricket Club gründen eine Fußballabteilung unter der Bezeichnung Small Heath Alliance aus der sich der Fußballverein Birmingham City entwickelt.

## Geboren

### Januar bis März
- 07. Januar: Gustav Felix Flatow, deutscher Gerätturner († 1945)
- 11. Januar: Fritz Manteuffel, deutscher Gerätturner († 1941)

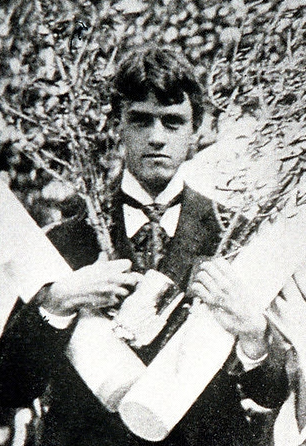
Thomas Burke

- 15. Januar: Thomas Burke, US-amerikanischer Leichtathlet, Teilnehmer und Olympiasieger der ersten Olympischen Sommerspiele 1896 († 1929)
- 19. Januar: Jan Joseph Packbiers, niederländischer Sportschütze († 1957)
- 23. Januar: Edmond de Knibber, belgischer Bogenschütze († unbekannt)
- 25. Januar: William Easton, US-amerikanischer Tennisspieler († 1928)
- 27. Januar: Eilert Falch-Lund, norwegischer Segler († 1960)
- 27. Januar: Gunnar Höjer, schwedischer Turner († 1936)

- 01. Februar: André Gaudin, französischer Ruderer († 1926)
- 07. Februar: Paul Germain, französischer Turner († unbekannt)
- 17. Februar: Adolph Weber, deutscher Kunstturner († unbekannt)
- 18. Februar: Erik Hartvall, finnischer Segler († 1939)
- 19. Februar: Jean Stern, französischer Degenfechter († 1962)
- 21. Februar: Georg Erdmann, norwegischer Sportschütze und Fechter († 1966)
- 21. Februar: Louis Huybrechts, belgischer Regattasegler († 1963)
- 25. Februar: Franz Nieberl, deutscher Bergsteiger und Autor († 1968)
- 26. Februar: Milan Neralić, österreichischer Fechter († 1918)

- 07. März: Albert Ayat, französischer Fechter († 1935)
- 07. März: George Larner, britischer Geher († 1949)
- 08. März: Maurice Hemelsoet, belgischer Ruderer († 1943)
- 08. März: James Reid, britischer Sportschütze († 1957)
- 11. März: Victor Wallenberg, schwedischer Sportschütze († 1970)
- 18. März: Félix Carvajal, kubanischer Marathonläufer († 1949)
- 24. März: William Burns, kanadischer Lacrossespieler († 1953)
- 26. März: Jean Gougoltz, Schweizer Radrennfahrer († 1917)
- 27. März: Jean Cau, französischer Ruderer († 1921)
- 28. März: James Bunten, britischer Segler († 1935)
- 28. März: Gyula Kakas, ungarischer Turner († 1928)
- 28. März: Louis Van Tilt, belgischer Sportschütze († 1942)
- 29. März: Johan Edman, schwedischer Tauzieher († 1927)
- 29. März: Arthur Wood, britischer Segler († 1939)
- 30. März: Albert Courquin, französischer Sportschütze († 1953)
- 30. März: Thomas Xenakis, griechischer Turner († 1942)
- 31. März: Edmond Jacquelin, französischer Radrennfahrer († 1928)

### April bis Juni
- 15. April: James J. Jeffries, US-amerikanischer Boxer († 1953)
- 30. April: Julien Brulé, französischer Sportschütze († unbekannt)
- 30. April: Friedrich Opel, deutscher Radsportler, Ingenieur, Automobilrennfahrer und Unternehmer († 1938)

- 01. Mai: David Hall, US-amerikanischer Leichtathlet († 1972)
- 04. Mai: Marius Lefevre, dänischer Turner († 1958)
- 06. Mai: Harry Burt, britischer Sportschütze († 1960)
- 07. Mai: William Hoyt, US-amerikanischer Stabhochspringer († 1954)
- 18. Mai: Thomas Ranken, britischer Sportschütze († 1950)
- 19. Mai: Albert Naumann, deutscher Fechter († 1952)
- 20. Mai: George Buckley, britischer Cricketspieler († 1955)
- 25. Mai: Vincenzo Lanfranchi, italienischer Radsportler, Motorradrennfahrer und Unternehmer († 1952)
- 24. Mai: Robert Garrett, US-amerikanischer Leichtathlet und Tauzieher, Teilnehmer und Olympiasieger der ersten Olympischen Sommerspiele 1896 († 1951)
- 27. Mai: Frederick Cuming, britischer Cricketspieler († 1942)
- 27. Mai: Jorge Newbery, argentinischer Luftfahrtpionier, Ingenieur, Wissenschaftler und Sportler († 1914)
- 29. Mai: Francesco Ciuppa, italienischer Automobilrennfahrer († unbekannt)

- 05. Juni: John Broderick, kanadischer Lacrossespieler († 1957)
- 07. Juni: Jules Clévenot, französischer Schwimmer und Wasserballspieler († 1933)
- 13. Juni: Paul Neumann, österreichischer Schwimmer († 1932)
- 14. Juni: Freddie Guest, britischer Polospieler († 1937)
- 14. Juni: Ralph Spotts, US-amerikanischer Sportschütze († 1924)
- 20. Juni: Frederick W. Barrett, britischer Polospieler († 1949)
- 20. Juni: Charles Ericksen, norwegisch-US-amerikanischer Ringer († 1916)
- 21. Juni: Edward Parnell, britischer Sportschütze († 1941)
- 23. Juni: Norman Pritchard, indischer Leichtathlet und Schauspieler († 1929)
- 23. Juni: Charles Treffel, französischer Schwimmer und Wasserballspieler († 1947)
- 24. Juni: László Berti, ungarischer Fechter († 1952)
- 26. Juni: Oscar Goßler, deutscher Ruderer († 1953)

### Juli bis September
- 04. Juli: Richard Genserowski, deutscher Kunstturner († 1955)
- 06. Juli: Charles Perrin, französischer Ruderer († 1954)
- 18. Juli: Gudbrand Skatteboe, norwegischer Sportschütze († 1965)
- 21. Juli: Jérôme De Mayer, belgischer Bogenschütze († 1958)
- 24. Juli: Jean Chastanié, französischer Leichtathlet († 1948)
- 25. Juli: George Ratsey, britischer Segler († 1942)
- 26. Juli: Victor Lindberg, neuseeländischer Wasserballspieler († 1951)

- 01. August: Herman Georges Berger, französischer Fechter († 1924)
- 07. August: Alfred Powlesland, britischer Cricketspieler († 1941)
- 08. August: André Bordang, luxemburgischer Kunstturner († 1954)
- 11. August: Daniel Soubeyran, französischer Ruderer († 1959)
- 14. August: Zeno von Singalewicz, österreichischer Schwimmer († unbekannt)
- 16. August: Forest McNeir, US-amerikanischer Sportschütze († 1957)
- 19. August: John Bray, US-amerikanischer Leichtathlet († 1945)
- 21. August: Charles Gondouin, französischer Rugbyspieler und -schiedsrichter, Tauzieher und Sportjournalist († 1947)
- 26. August: Armand Isaac-Bénédic, französischer Curlingspieler († 1962)

- 17. September: Alexis Douchet, französischer Turner († 1952)
- 17. September: Herbert Jamison, US-amerikanischer Leichtathlet († 1938)
- 19. September: James „Jimmy“ Jackson, schottisch-australischer Fußballspieler († unbekannt)
- 21. September: William Maxwell, schottischer Fußballspieler und -trainer († 1940)
- 29. September: Alphonzo Bell, US-amerikanischer Tennisspieler († 1947)

### Oktober bis Dezember
- 02. Oktober: James Spence, britischer Segler († 1946)
- 06. Oktober: Arthur Allers, norwegischer Segler († 1961)
- 08. Oktober: Laurence Doherty, englischer Tennisspieler († 1919)
- 12. Oktober: Joseph Dempsey, US-amerikanischer Ruderer († 1942)
- 14. Oktober: Louis Fierens, belgischer Bogenschütze († 1967)
- 15. Oktober: Henri Contenet, französischer Radrennfahrer († 1962)
- 17. Oktober: Otto von Müller, deutscher Tennisspieler († 1976)
- 19. Oktober: Paul Lebreton, französischer Tennisspieler († 1960)
- 21. Oktober: Fritz Reiser, deutscher Marathonläufer († 1919)
- 23. Oktober: Carl Thaulow, norwegischer Segler († 1942)
- 25. Oktober: Arthur Birkett, britischer Cricketspieler († 1941)
- 29. Oktober: Otto Wiegand, deutscher Kunstturner († 1939)
- 31. Oktober: Irving Calkins, US-amerikanischer Sportschütze († 1958)

- 01. November: Adolf Tannert, deutscher Kunstturner († 1961)
- 02. November: Anders Andersson, schwedischer Sportschütze († 1945)
- 04. November: August Gustafsson, schwedischer Tauzieher († 1938)
- 06. November: John Adam, britischer Segler († 1946)
- 08. November: Gabriel Déjean, französischer Turner († unbekannt)
- 08. November: Henri Weewauters, belgischer Regattasegler († 1962)
- 12. November: Fritz Erle, deutscher Ingenieur und Automobilrennfahrer († 1957)
- 16. November: Béla Békessy, ungarischer Fechter († 1916)
- 22. November: Roscoe Lockwood, US-amerikanischer Ruderer († 1960)
- 27. November: Julius Lenhart, österreichischer Turner († 1962)
- 000November: Charilaos Vasilakos, griechischer Leichtathlet († 1964)

- 03. Dezember: Émile Delchambre, französischer Ruderer († 1958)
- 06. Dezember: Albert Bond Lambert, US-amerikanischer Golfspieler († 1946)
- 09. Dezember: Harold Arminius Miller, US-amerikanischer Rennwagen- und -motorenkonstrukteur († 1943)
- 11. Dezember: Carl Jörns, deutscher Automobilrennfahrer († 1969)
- 18. Dezember: Henri Callot, französischer Fechter († 1956)
- 20. Dezember: Harold Kauffman, US-amerikanischer Tennisspieler († 1936)
- 21. Dezember: Gertrude Eisenmann, deutsch-britische Reiterin, Rad- und Motorsportlerin († 1933)
- 21. Dezember: Halvor Møgster, norwegischer Segler († 1950)
- 24. Dezember: Émile Wegelin, französischer Ruderer († 1962)
- 25. Dezember: Pierre de Caters, belgischer Automobil- und Motorbootrennfahrer sowie Flugpionier und Unternehmer († 1944)
- 25. Dezember: Freydoun Malkom, iranischer Fechter († 1954)
- 30. Dezember: Jean-Guy Gautier, französischer Rugbyspieler und Leichtathlet († 1938)

### Genaues Geburtsdatum unbekannt
- James H. Johnson, britischer Eiskunstläufer († 1921)
- Louis Martin, französischer Schwimmer und Wasserballspieler († unbekannt)
- Alexandros Nikolopoulos, griechischer Gewichtheber († unbekannt)
- Giorgos Papasideris, griechischer Leichtathlet und Gewichtheber († 1920)
- Panagiotis Paraskevopoulos, griechischer Leichtathlet, Teilnehmer der ersten Olympischen Sommerspiele 1896 († 1956)
- Christos Zoumis, griechischer Leichtathlet († unbekannt)

## Gestorben

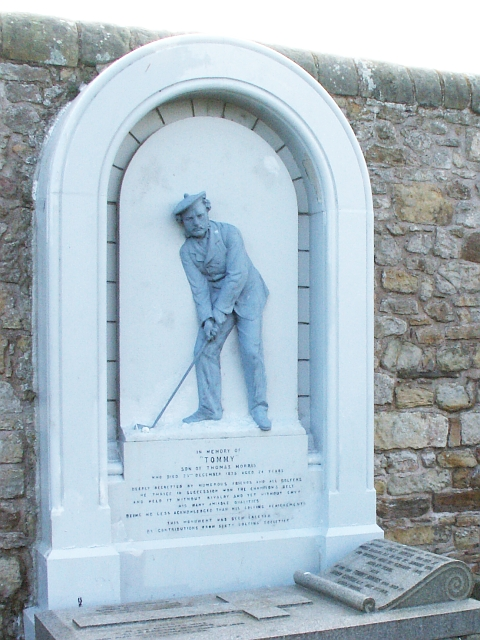
Grabdenkmal für Young Tom Morris in St. Andrews

- 25. Dezember: Young Tom Morris, schottischer Golfspieler (* 1851)